# Rallye Press on Regardless

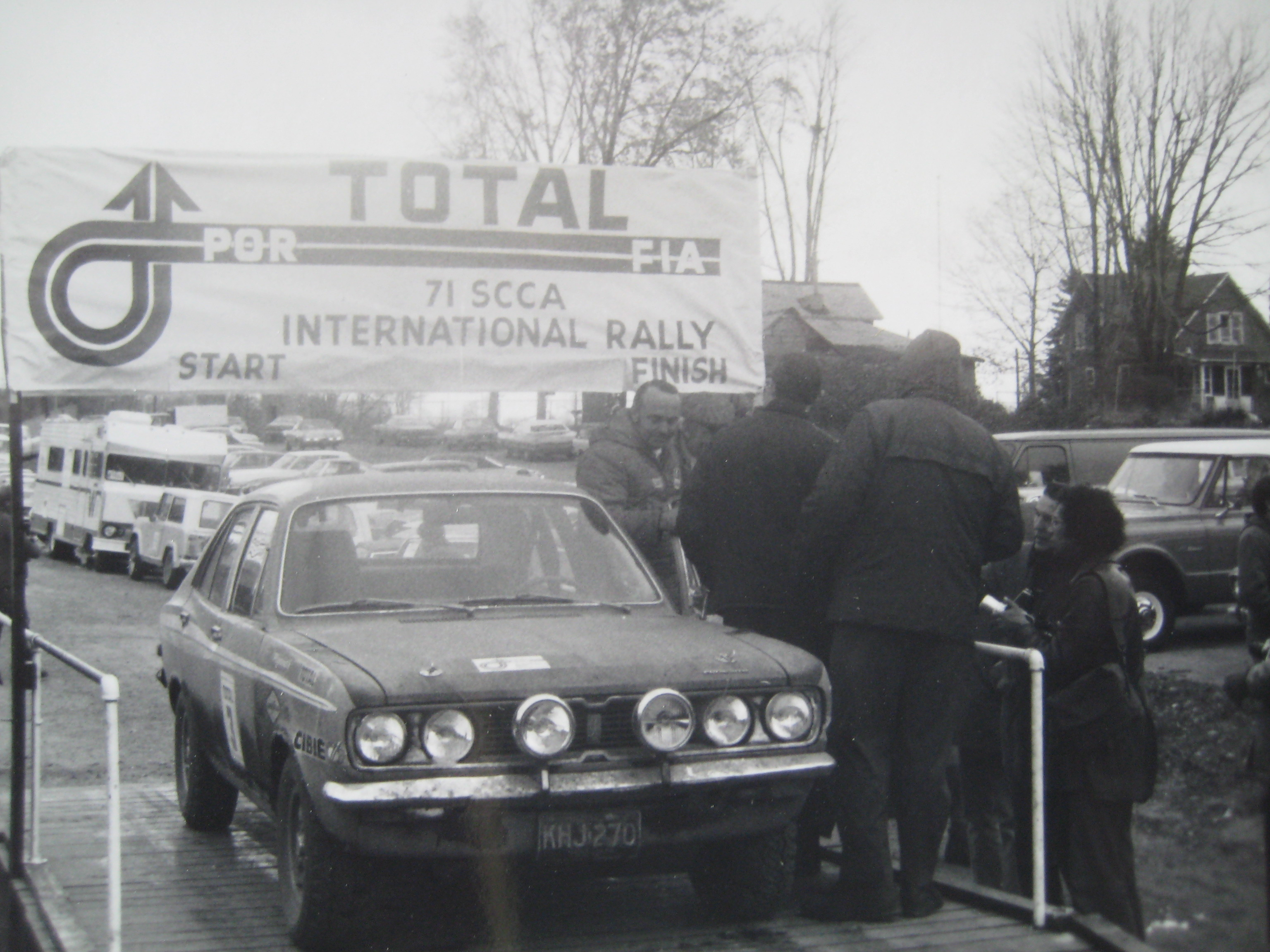
Scott Harvey, Sr. sur sa Plymouth Cricket victorieuse en 1971 (copilote Tom King)

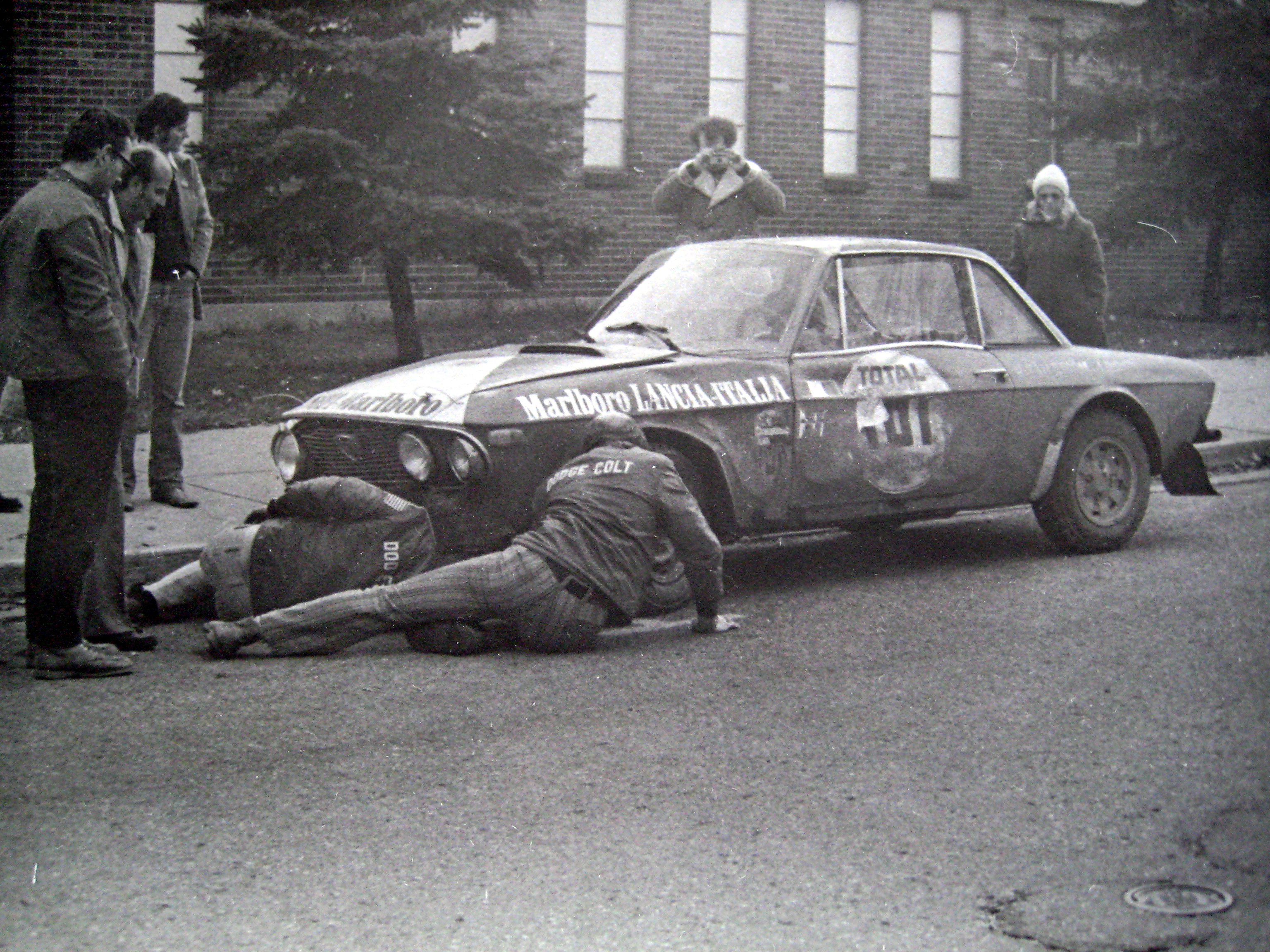
Harry Källström sur Lancia Fulvia 1.6 Coupé HF, pendant l'édition 1972 du P.O.R..

Le rallye Press on Regardless (ou P.O.R.) est organisé par le Sports Car Club of America dans la ville de Détroit (Michigan).

## Histoire
Il existe depuis 1949 et est encore disputé sous l'appellation de Lake Superior Performance Rally (LSPR) dans le cadre du Championnat des États-Unis de Rallyes (série Rally America), en grande partie sur les anciens tracés des épreuves du P.O.R.
Il a compté pour le Championnat du monde des rallyes (WRC) en 1973 et 1974 et fut inclus dans le Championnat international des marques (CIM) en 1972. En 1975, il reste incorporé au Championnat des conducteurs FIA 2L. (vainqueur Sobieslaw Zasada).
De 1949 à 1968, il fut une course de 24 heures consécutives, les épreuves spéciales n'étant introduites qu'à partir de 1969 jusqu'en 1993. En 1994, leur abandon conduit à reprendre une formule de course longue de type TSD. 
Il s'est disputé dans la péninsule du Michigan aux États-Unis d'Amérique depuis ses origines. Ron Johnstonbaugh est le seul pilote à l'avoir remporté à 5 reprises.

## Palmarès en WRC
| Année | Pilote           | Copilote             | Voiture             |
| ----- | ---------------- | -------------------- | ------------------- |
| 1973  | Walter Boyce     | Doug Woods           | Toyota Corolla 1600 |
| 1974  | Jean-Luc Thérier | Christian Delferrier | Renault 17 Gordini  |

(nb: en 1974 trois R17 Gordini finirent parmi les six premiers (victoire de Thérier, 3e Nicolas et 6e Darniche); l'épreuve fut retirée du calendrier WRC l'année suivante à la suite des déboires de Sandro Munari avec les autorités de police locale)

## Palmarès complet du rallye
| Année                                 | Pilote                                                                             | Copilote               | Voiture                          | Commentaire                                              |
| ------------------------------------- | ---------------------------------------------------------------------------------- | ---------------------- | -------------------------------- | -------------------------------------------------------- |
| 1949                                  | Vincent E. Gardner                                                                 | Louise Gardner         | 1949 Studebaker Special 2 seater | Épreuve nationale de 1949 à 1971                         |
| 1950                                  | Howard Preston                                                                     | Mrs. Norm Couty        | MG TC                            |                                                          |
| 1951                                  | Howard Preston                                                                     | Mrs. Preston           | MG TC                            |                                                          |
| 1952                                  | Georgianna Apolant                                                                 | Richard "Dick" Apolant | MG                               |                                                          |
| 1953                                  | Gib Hufstader                                                                      | Frank Walker           | 1939 Buick Century               |                                                          |
| 1954                                  | Ralph Durbin                                                                       | Chuck Gleason          | Oldsmobile                       |                                                          |
| 1955                                  | Ralph Durbin                                                                       | Les Smith              | Austin-Healey                    |                                                          |
| 1956                                  | Harry Beronius                                                                     | Marg Beronius          | VW                               |                                                          |
| 1957                                  | Harry Beronius                                                                     | Marg Beronius          | Porsche 356                      |                                                          |
| 1958                                  | Jim Bickham                                                                        | Barbara Bickham        | Mercedes-Benz 190 SL             |                                                          |
| 1959                                  | Richard Doyen                                                                      | Clay Gibbs             | Chevrolet Corvette               |                                                          |
| 1960                                  | Jim Bickham                                                                        | Willard Whistler       | Mercedes-Benz 190 SL             | Ex-æquos                                                 |
| 1960                                  | Paul Stephens                                                                      | Barbara Bickham        | Sunbeam Alpine                   | Ex-æquos                                                 |
| 1961                                  | Dick Dittus                                                                        | Bill Wells             | Chevrolet Corvair                |                                                          |
| 1962                                  | Bob Jackman                                                                        | John Zabriskie         | Chevrolet Corvair                |                                                          |
| 1963                                  | Gene Henderson                                                                     | Fred Browne            | Chrysler                         |                                                          |
| 1964                                  | Jon Davis                                                                          | Wayne Zitkus           | Plymouth Valiant                 |                                                          |
| 1965                                  | Karl Goering                                                                       | Don Skinner            | Mercury Comet                    |                                                          |
| 1966                                  | Tom Samida                                                                         | Ralph Beckman          | Plymouth Barracuda               |                                                          |
| 1967                                  | Gene Henderson                                                                     | Wayne Zitkus           | Ford Cortina                     |                                                          |
| 1968                                  | Karl Goering                                                                       | Harry Ward             | Plymouth Barracuda               |                                                          |
| 1969                                  | Scott Harvey, Sr.                                                                  | Ralph Beckman          | Sunbeam Arrow                    | 1re année avec épreuves spéciales                        |
| 1970                                  | Scott Harvey, Sr.                                                                  | Ralph Beckman          | Sunbeam Arrow                    | 1re année de reconnaissance par licence FIA              |
| 1971                                  | Scott Harvey, Sr.                                                                  | Tom King               | Plymouth Cricket                 |                                                          |
| 1972 - 24th Press-on-Regardless Rally | Gene Henderson                                                                     | Ken Pogue              | Jeep Wagoneer                    | 1re année en Championnat international des marques (IRC) |
| 1973 - 25th Press-on-Regardless Rally | Walter Boyce                                                                       | Doug Woods             | Toyota Corolla                   | épreuve WRC                                              |
| 1974 - 26th Press-on-Regardless Rally | Jean-Luc Thérier                                                                   | Christian Delferrier   | Renault 17 Gordini               | épreuve WRC                                              |
| 1975                                  | Sobieslaw Zasada                                                                   | Wojciech Schramm       | Porsche 911                      | Dernière année de reconnaissance par la FIA              |
| 1976                                  | Bob Hourihan                                                                       | Steve Ruiz             | Porsche 911                      | Nationale, de 1975 à 2011                                |
| 1977                                  | Hendrik Blok                                                                       | Tom Grimshaw           | Plymouth Arrow                   |                                                          |
| 1978                                  | John Buffum                                                                        | Doug Shepherd          | Triumph TR7                      |                                                          |
| 1979                                  | Taisto Heinonen (Quintuple champion du Canada des rallyes: 1977, 78, 79, 80 et 82) | John Bellefleur        | Toyota Celica                    |                                                          |
| 1980                                  | Rod Millen                                                                         | Cam Warren             | Mazda RX-7                       |                                                          |
| 1981                                  | Rod Millen                                                                         | R.Dale Kraushaar       | Mazda RX-7                       |                                                          |
| 1982                                  | John Buffum                                                                        | Doug Shepherd          | Audi Quattro                     |                                                          |
| 1983                                  | Hannu Mikkola                                                                      | Fabrizia Pons          | Audi Quattro                     |                                                          |
| 1984                                  | Rod Millen                                                                         | R.Dale Kraushaar       | Mazda RX-7                       |                                                          |
| 1985                                  | Rod Millen                                                                         | John Bellefleur        | Mazda RX-7                       |                                                          |
| 1986                                  | John Buffum                                                                        | Tom Grimshaw           | Audi Quattro                     |                                                          |
| 1987                                  | John Buffum                                                                        | Tom Grimshaw           | Audi Quattro                     |                                                          |
| 1988                                  | Paul Choiniere                                                                     | Tom Grimshaw           | Audi Quattro                     |                                                          |
| 1989                                  | Rod Millen                                                                         | Harry Ward             | Mazda 323                        |                                                          |
| 1990                                  | Paul Choiniere                                                                     | Scott Weinhemer        | Audi Quattro                     |                                                          |
| 1991                                  | Chad DiMarco                                                                       | Eric Hauge             | Subaru Legacy                    |                                                          |
| 1992                                  | Dick Corley                                                                        | Lance Smith            | Mitsubishi Eclipse               |                                                          |
| 1993                                  | Carl Merrill                                                                       | John Bellefleur        | Ford Escort Cosworth             |                                                          |
| 1994                                  | Scott Harvey, Sr.                                                                  | Ralph Beckman          | Eagle Talon                      | Retour en catégorie endurance TSD                        |
| 1995                                  | Bill Laitenberger                                                                  | John McArthur          | 1993 Subaru Legacy               |                                                          |
| 1996                                  | Jim Fekete                                                                         | Jim Shaffer            | 1995 Chevrolet Blazer            |                                                          |
| 1997                                  | Mike Friedman                                                                      | Marc Goldfarb          | 1990 Eagle Talon                 |                                                          |
| 1998                                  | Dan Coughnour                                                                      | Greg Lester            | 1996 Jeep Cherokee               |                                                          |
| 1999                                  | Mike Friedman                                                                      | Marc Goldfarb          | 1990 Eagle Talon                 |                                                          |
| 2000                                  | Dave Parps                                                                         | Rob Moran              | 2000 Subaru Outback              |                                                          |
| 2001                                  | Ron Johnstonbaugh                                                                  | Jack von Kaenel        | 1995 Mitsubishi Eclipse GSX      |                                                          |
| 2002                                  | Ron Johnstonbaugh                                                                  | Jack von Kaenel        | 1995 Mitsubishi Eclipse GSX      |                                                          |
| 2003                                  | Ron Johnstonbaugh                                                                  | Jack von Kaenel        | 2002 Subaru Impreza WRX          |                                                          |
| 2004                                  | Scott Harvey, Jr.                                                                  | Jim Fekete             | 1991 Eagle Talon                 |                                                          |
| 2005                                  | Ron Johnstonbaugh                                                                  | Jack von Kaenel        | 2002 Subaru Impreza WRX          |                                                          |
| 2006                                  | Dan Coughnour                                                                      | Joe Andreini, Jr.      | 2002 Subaru Impreza WRX          |                                                          |
| 2007                                  | Dave Harkcom                                                                       | Dan Harkcom            | 1994 Audi S4                     |                                                          |
| 2008                                  | Scott Harvey, Jr.                                                                  | Jack von Kaenel        | 1991 Eagle Talon                 | 60e course du POR                                        |
| 2009                                  | Dave Harkcom                                                                       | Dan Harkcom            | 1994 Audi S4                     | 60e anniversaire du POR                                  |
| 2010                                  | Ron Johnstonbaugh                                                                  | Jack von Kaenel        | 2002 Subaru Impreza WRX          |                                                          |
| 2011                                  | Scott Harvey, Jr.                                                                  | Rob Moran              | 1991 Eagle Talon                 |                                                          |